# Stjepan Jovanović

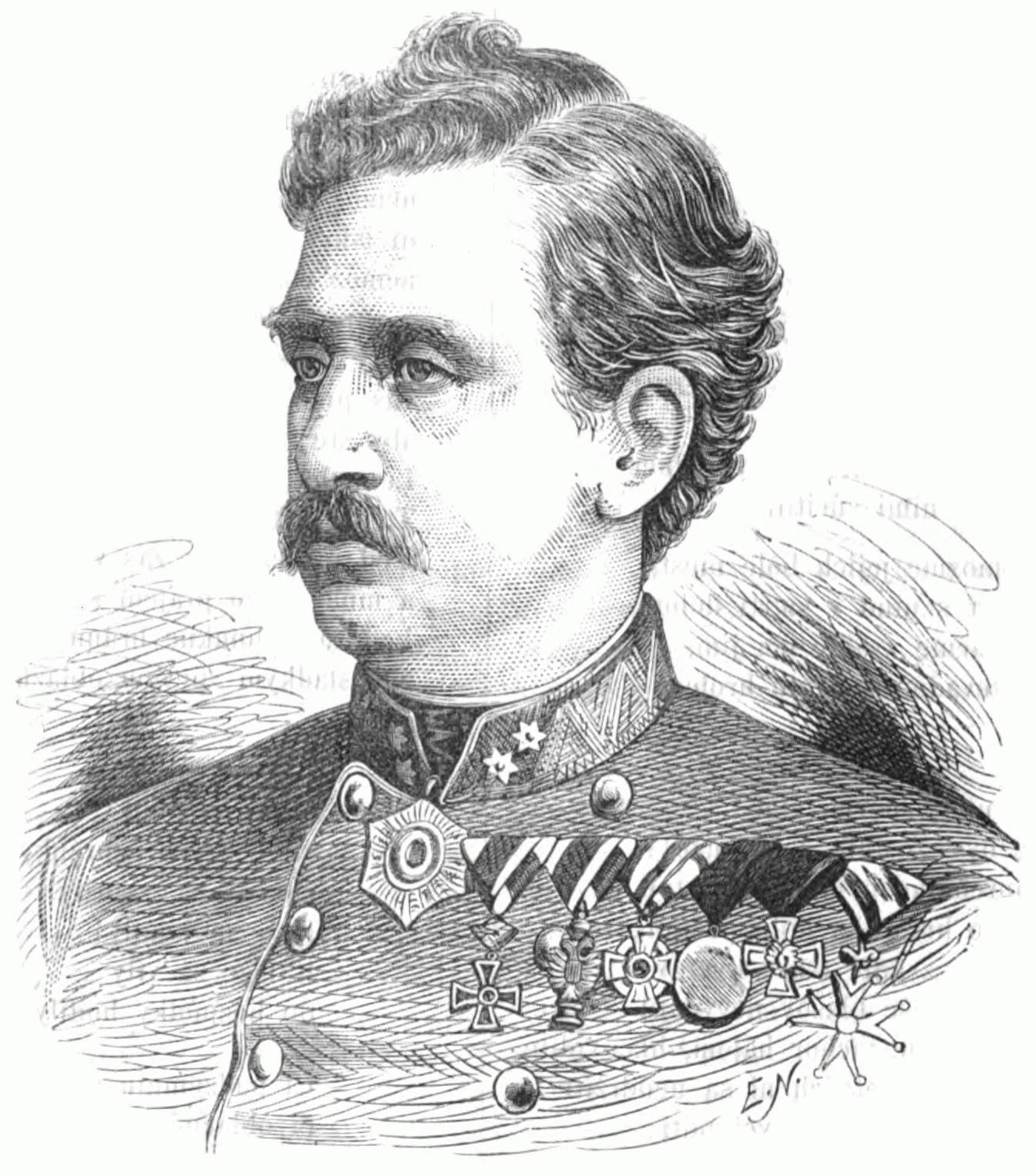
Baron Stjepan Jovanović

Stjepan Jovanović(Stephan Freiherr (Baron) von Jovanovich; 5 de enero de 1828 - 8 de diciembre de 1885) fue un comandante militar del Imperio Austriaco de la frontera militar en Croacia.

## Biografía
Jovanović nació en el pueblo de Pazarište cerca de Gospić en Lika (en ese entonces, la frontera militar croata en imperio austríaco, actualmente Croacia). Se unió al ejército austriaco en 1845 y sirvió durante 1848 al 1849 bajo el general Radetzky en Italia. En 1850 fue transferido a la plana mayor y más tarde sirvió como ayudante del general Gabriel Rodić en el sur de Dalmacia.
Entre 1861 y 1865, Jovanović  sirvió como un cónsul general austriaco en Sarajevo. Debido a sus conocimientos de Bosnia, Herzegovina, Montenegro y Krivošije, fue llamado devuelta al ejército en 1865, como coronel. En 1866, durante la guerra Austro-Prusiana él luchó en Italia bajo el Archiduque Alberto de Austria-Teschen. Durante la insurrección de 1869 en Boka Kotorska, comandó una brigada de Gebirgsjäger(tropas de montaña) en Kotor (Cattaro) que intentó reprimir el levantamiento, pero fracasó.
En 1875, Stjepan Jovanović recibió el noble título de Freiherr. En 1876 fue nombrado Feldmarschallleutnant.
En 1877 comando a la 18th división en Split (Spalato). Un año tarde comando la ocupación de Herzegovina. Tarde él sirvió como comandante militar en Herzegovina, gobernador de Dalmacia y comandante militar de Zadar (Zara).
Murio en 1885 en Zadar. Su tumba y monumento se encuentran en el cementerio militar de Dubrovnik.